# Pagaronia tredecimpunctata
Pagaronia tredecimpunctata är en insektsart som beskrevs av Ball 1902. Pagaronia tredecimpunctata ingår i släktet Pagaronia och familjen dvärgstritar. Utöver nominatformen finns också underarten P. t. octopunctata.